# Абубакир Боранкулулы
Абубакир (Кердери) Боранкулулы (каз. Әбубәкір Кердері Боранқұлұлы, 1861—1903) — казахский акын, поэт.

## Биография
Родился в 1861 году (по другим данным в 1858) на территории относящейся теперь к Западно-Казахстанской области. Относится к роду Кердери Младшего жуза.
Через два года его семья переехала в местечко Сарыхобда. Сейчас оно располагается на территории Алгинского района. В течение некоторого времени он был писарем. В его творчестве отражены простые человеческие ценности. Он описывал ярмарочную жизнь, которая в то время в этих местах была достаточно бурной, упоминал о значении просвещения, науки и искусства в жизни казахов. Кердери Абубакир учился в школах и медресе Оренбурга и Троицка. Позже сам работал учителем в населённых пунктах в окрестностях Соль-Илецка, Уральска, Актобе, Орска и Оренбурга.
Умер в 1903 году и был похоронен на кладбище у села Болгарка Алгинского района Актюбинской области.

## Творчество
Сборники его стихов до 1916 года издавались дважды в Казани и были хорошо известны в Казахстане и Средней Азии. После революции его имя было забыто, так как стихи поэта, отражали  простые человеческие ценности и духовные устои. Они были признаны исламскими, не соответствующими коммунистической идеологии.
В 1993 году в Алматы был издан сборник стихотворений «Мои казахи: стихи, размышления, айтысы, жыры» (каз. Қазағым).